# Cole Jensen
Cole Jensen (* 16. August 2001 in California City, Kalifornien) ist ein US-amerikanischer Schauspieler.

## Leben
Sein Schauspieldebüt gab Jensen 2009 in dem Film Lügen macht erfinderisch. Bekannt wurde er vor allem durch die Fernsehserie Crash & Bernstein. In 38 Folgen der Serie verkörperte Jensen die Hauptrolle des Wyatt. Darüber hinaus hatte er Gastauftritte in Serien wie Weeds – Kleine Deals unter Nachbarn, Mike & Molly und Victorious.

## Filmografie (Auswahl)
- 2009: Lügen macht erfinderisch (The Invention of Lying)
- 2010: Weeds – Kleine Deals unter Nachbarn (Weeds, Folge 6x09)
- 2010: The Defenders (4 Folgen)
- 2011: Mike & Molly (Folge 2x11)
- 2012: Victorious (Folge 4x08)
- 2012–2014: Crash & Bernstein (38 Folgen)
- 2015: Marvel’s Daredevil (Folge 1x08)
- 2015: Ein Hund rettet den Sommer (The Dog Who Saved The Summer, Fernsehfilm)